# 川満勝弘
川満 勝弘（かわみつ かつひろ、1944年8月18日 - 2023年4月20日）は、日本の歌手。沖縄県宮古島市出身。

## 経歴
- 巨体に長い髭が特徴の人物。主に「かっちゃん」[2]、「ひげのカッチャン」名義で活動している。
- コンディション・グリーンに所属し活動。リーダー及びボーカルを務め、蛇を食いちぎる過激なパフォーマンス等で沖縄駐留の米兵たちに人気を博した。
- その後も、客の履いていた靴に注いだハブ酒[2]やビールを呑み干すといったパフォーマンスで知られた[3]。
- 解散後はバー「Jack Nasty's」の経営をする[4]傍ら映画出演など俳優としても活動していた。
- ピースフルラブ・ロックフェスティバルにはほぼ毎年出演している。
- 2009年2月にバーの閉鎖を宣言したが、2012年2月まで営業していた。
- 肝臓を壊し、片目を失明。死亡説も流れるが本人はいたって元気でかっちゃん節も健在。
- 2013年3月かっちゃんの写真集「コンディション・レインボー」が発刊。お披露目ライブは満員となり、新聞にも掲載され、話題になる。
- 2013年5月にかっちゃん&レインボーを結成(Vo. Drum Bass Guitar Keiboard)、今回は危ぶまれたピースフルラブ・ロックフェスに出場が決定。
- 2023年4月20日午後8時40分、死去。78歳没[1]。

## その他

### CD
- LIFE OF CHANGE
- Mixed-up
- おきなわのホームソング（琉球放送）※「クムイヌマァー」の歌唱
- katchan 0songs

### DVD
- KATCHAN ~OKINAWA ROCK LEGEND

### テレビ出演
- 伝説から未来へ ～オキナワン・ロック・ヒストリー～
- 琉神マブヤー（琉球放送）※森の大主役

### CM出演
- ヘリオス酒造（くら）
- ローソン（フライドチキン）
- 北琉興産（琉球ばくだん）